# L'Expédition (bande dessinée)
Pour les articles homonymes, voir L'Expédition.
L'Expédition est une série de bande dessinée historique écrite par le Français Richard Marazano et dessinée par l'Argentin Marcelo Frusin. Elle est publiée par Dargaud depuis 2012.
La série suit un groupe de déserteurs de l'armée romaine lancés à la recherche d'un royaume perdu au cœur de l'Afrique.

## Albums
- L'Expédition, Dargaud :

1. Le Lion de Nubie, 2012  (ISBN 978-2-205-06346-2)[2],[3].
2. La Révolte de Niangara, 2015  (ISBN 978-2-205-06722-4)[1],[4].
3. Sous les larmes sacrées de Nyabarongo, 2017  (ISBN 978-2-205-06774-3)[5].